# Hans-Werner Bartsch
Hans-Werner Bartsch (* 24. April 1915 in Kiel; † 27. Dezember 1983 in Lich) war ein deutscher evangelisch-lutherischer Pfarrer und Hochschullehrer für Evangelische Theologie und Religionspädagogik.

## Leben
Bartsch entstammte einem pietistisch geprägten Elternhaus. Nachdem er seine Hochschulreife erlangt hatte, studierte er in Heidelberg Evangelische Theologie und wurde dort 1939 zum Doktor der Evangelischen Theologie promoviert. Nach seinem Vikariat und der Ordination war er zwei Jahrzehnte Pastor in Lauenburg und in einer Gemeinde von Hessen. 1959 habilitierte er sich an der Philosophischen Fakultät der Johann-Wolfgang-Goethe-Universität Frankfurt am Main für Evangelische Theologie. 1962 erhielt er eine Ordentliche Professur an der damaligen Hochschule für Erziehung, die seit 1971 in die Universität integriert ist. Hier lehrte er bis 1981 als Ordinarius für Evangelische Theologie an der Abteilung für Erziehungswissenschaften. Wissenschaftlich trat er hervor u. a. mit der Veröffentlichung über Gnostisches Gut und Gemeindetradition bei Ignatius von Antiochien (seine Dissertationsschrift) und neutestamentliche theologische Untersuchungen. Er gab die Sammlung Kerygma und Mythos heraus, von denen acht Bände und Ergänzungsbände erschienen sind.
Er trat in der Bundesrepublik der 1970er Jahre gegen den Radikalenerlass ein. Bartsch war Mitglied der Deutschen Friedensunion und der Christlichen Friedenskonferenz (CFK). Bei der Bundestagswahl 1969 kandidierte er erfolglos an 3. Position auf der hessischen Landesliste der Aktion Demokratischer Fortschritt.

## Veröffentlichungen
- Ärgernis und Zeichen. Pahl-Rugenstein, Bonn 1993.
- Codex Bezae versus Codex Sinaiticus im Lukasevangelium. Lucas <Evangelista>. Olms, Hildesheim 1984.
- Gnostisches Gut und Gemeindetradition bei Ignatius von Antiochien. Antiquariat Stenderhoff, Münster i.W. 1983, Fotomechan. Abdr. d. 1940 in Gütersloh erschienenen Ausg.
- Mensch sein auf blühender Erde. Quell-Verlag, Stuttgart 1980, 1. Auflage.
- Die Araber und Israel. Pahl-Rugenstein, Köln 1969; 3., unveränd. Auflage 1981.
- Kerygma und Mythos. / 6. / Band 9: Zum Problem der Säkularisierung. 1977.
- Kerygma und Mythos. / 6. / Band 7: Geschichte, Zeugnis und Theologie. 1976.
- Die konkrete Wahrheit und die Lüge der Spekulation. Lang, Frankfurt/Main / Bern 1974.
- Didaktik der Theologie. Verlag Evangelischer Presseverb. für Hessen u. Nassau, Frankfurt [Main] 1966.
- Chile. Ein Schwarzbuch. Pahl-Rugenstein, Köln 1974.
- Der politisch gekreuzigte Christus. Steinkopf, Stuttgart 1973.
- Kerygma and myth. Harper, New York 1961.
- Gendaijin no Kirisuto: Kirisuto Hishinwaka no Kokoromi (現代人のキリストーキリスト非神話化の試み, dt. „Der moderne Mensch Christus: Versuch der Christus-Entmythologisierung“), Shinkyō Shuppan-sha, Tokio 1958.
- Sozialismus, ein Weltbild. J.-P. Bigler, Zürich [1957].
- Die christliche Botschaft und das Problem der Geschichte. H. Reich, Hamburg-Bergstedt 1958.
- Post Bultmann locutum / Bd. 2. Zur Mainzer Diskussion [zwischen] Helmut Gollwitzer u. Herbert Braun. 1966, 2. Aufl. Kerygma und Mythos / 6. / Band 3: Hermeneutik, Technik, Ethik. 1968.
- Urgemeinde und Israel. Theologischer Verlag Brockhaus, Wuppertal 1968.
- Osterglaube und die geschichtliche Wirklichkeit In: Die Zeit. 8. April 1966 (zeit.de)
- Die unvollendete Reformation des 16. Jahrhunderts. Reich, Hamburg-Bergstedt 1968.
- Der Tod eines Revolutionärs. Jugenddienst-Verlag, Wuppertal 1968.
- Jesus. Stimme-Verlag, Frankfurt a. M. 1970.
- Anklage Brandstiftung. Jugenddienst-Verlag, Wuppertal-Barmen 1969.
- Neues Ethos und Friedensordnung. Reich, Hamburg-Bergstedt 1960.
- Ehrlich gegenüber Gott. Reich, Hamburg-Bergstedt 1963.
- Wachet aber zu jeder Zeit!. Reich, Hamburg-Bergstedt 1963.
- Der gegenwärtige Stand der Entmythologisierungsdebatte. Reich, Hamburg-Volksdorf 1954.
- Schöpfung und Schuld vor Gott. Reich & Heidrich, Hamburg 1948.
- Probleme der theologischen Wissenschaft seit Kriegsausbruch. Pressestelle d. Kirchenkanzlei [jetzt], Schwäbisch Gmünd [1947].
- Das historische Problem des Lebens Jesu. Kaiser, München 1960.
- Die evangelische Predigt vom Frieden. Reich, Hamburg-Bergstedt 1958.
- Handbuch der evangelisch-theologischen Arbeit 1938–1948. Evangelisches Verlagswerk, Stuttgart 1949.
- Der Gastwirt, der keine Ruhe fand. Bärenreiter-Verlag, Kassel 1962.
- Christus ohne Mythos. Evangelisches Verlagswerk, Stuttgart 1953.
- Entmythologisierende Auslegung. Evang. Verlag Reich, Hamburg-Bergstedt 1962.
- Das Auferstehungszeugnis. Reich, Hamburg-Bergstedt 1965.
- Die Anrede Gottes. Reich, Hamburg-Volksdorf 1953.
- Die Anfänge urchristlicher Rechtsbildungen. Studien zu den Pastoralbriefen. Reich, Hamburg-Bergstedt 1965.
- Chili Bussum Agathon, [1974]